# Missulena tussulena
Missulena tussulena is een spin binnen het geslacht Missulena en de familie muisspinnen. De spin is vrij gevaarlijk door het neurotoxisch gif. Het is de enige soort uit het geslacht Missulena dat endemisch is in Chili.
De beet van deze soort is erg gevaarlijk, maar zelden dodelijk. Het enige middel tegen een beet is onmiddellijke toediening van een tegengif. De cheliceren (gifkaken) zijn vrij groot en kunnen bij de mens lelijke open wonden veroorzaken.

## Voedsel
Deze spin eet voornamelijk insecten, waaronder wespen, en andere ongewervelden als duizendpoten en schorpioenen.

## Habitat
Net als de valdeurspinnen leeft deze spin in een zelfgegraven hol (tot 30 cm diep), dat wordt afgesloten met een deksel. De vrouwtjes blijven meestal hun hele leven in hetzelfde hol wonen, de mannetjes veranderen regelmatig van hol.